# Randy Vasquez
Randy Vasquez, właściwie Randall J. Vasquez (ur. 16 października 1961 w Escandido) – amerykański aktor telewizyjny i filmowy, reżyser. 

## Życiorys
Urodził się w Escandido, w stanie Kalifornia w rodzinie amerykańsko-meksykańskiej. Jego rodzice rozwiedli się, gdy był dzieckiem. Randy przeprowadził się wraz z matką i bratem do High Point w Karolinie Północnej. Regularnie odwiedzał ojca, który pozostał w Kalifornii. 
Jako nastolatek Randy marzył o karierze zawodowego baseballisty, ale zarzucił ten pomysł i zwrócił się ku aktorstwu; szybko otrzymał swoją pierwszą rolę w sztuce teatralnej Juliusz Cezar według Szekspira. W kinie zadebiutował u boku Eddiego Murphy’ego w filmie Gliniarz z Beverly Hills (Beverly Hills Cop, 1984). 
Potem się na małym ekranie w serialach: NBC Autostrada do nieba (Highway to Heaven, 1984), NBC Posterunek przy Hil Street (Hill Street Police Blues, 1986), operze mydlanej NBC Santa Barbara (1989), operze mydlanej CBS Knots Landing (1989-90), Brygada Acapulco (Acapulco H.E.A.T., 1993-94, 1999) jako Marcos, CBS Nash Bridges (1997) z Donem Johnsonem, Sliders (1997), CBS JAG – Wojskowe Biuro Śledcze (1999-2003) jako sierżant Victor Galindez i Bez skazy (Nip/Tuck, 2008). 
Za rolę barmana Paolo Vaire w sitcomie ABC Statek miłości: Następna fala (The Love Boat: The Next Wave, 1998) otrzymał nominację do nagrody American Latino Media Arts (ALMA). W 2005 roku zadebiutował jako reżyser komediodramatu Percepcje (Perceptions).
Randy gra w baseball i jeździ na motorze. Pozostaje stanu wolnego, mieszka w Los Angeles.